# Paectes pygmaea
Paectes pygmaea là một loài bướm đêm trong họ Noctuidae.